# لاخا (شیلی)
لاخا (به اسپانیایی: Laja) یک شهرستان در شیلی است که در استان بیوبیو واقع شده‌است. لاخا ۳۳۹٫۸ کیلومتر مربع مساحت و ۲۲٬۲۸۸ نفر جمعیت دارد و ۴۹ متر بالاتر از سطح دریا واقع شده‌است.